# Ги-Альдонс II де Дюрфор
Ги-Альдонс II де Дюрфор (фр. Guy-Aldonce II de Durfort; 22 августа 1630, Дюрас — 22 октября 1702, Париж), герцог де Кентен-Лорж — французский военачальник, маршал Франции.

## Биография
Третий сын Ги-Альдонса I де Дюрфора, маркиза де Дюраса, и Элизабет де Латур.
Первоначально титуловался графом де Лоржем. Военную службу начал в 14 лет капитаном кавалерии в полку Тюренна (позднее Дюраса) в 1644 году; вместе со своим братом маркизом де Дюрасом участвовал в осадах и взятии Пузона и Сантии (14.08—7.09) в Пьемонте войсками принца Кариньянского. В 1645 году участвовал в осаде Мариенталя, битве при Нёрдлингене, взятии Ландау и Трира, в 1646-м Рена и Ландсберга, в 1647-м Библингена, Тюбингена, Штенхайма, Хохта, Дармштадта, Гермесхайма, в 1648-м в деблокировании Вормса, осажденного имперцами, победе над Петером Меландером, подчинении Фрессингена, Мюльдорфа, Ландсхута, Папенхофена, Дингельфингена.
Во время Фронды в 1651 году принял сторону принца Конде, вместе с которым перешел на испанскую службу.
Вернувшись во Францию, 1 января 1657 набрал кавалерийский полк, который был распущен 18 апреля 1661, по окончании войны. Кампмаршал (20.10.1665), восстановил свой полк 7 декабря. В кампанию 1667 года служил в Испанских Нидерландах под командованием маршала Омона, участвовал в осаде Берг-Сен-Винока, сдавшегося 6 июня, Фюрна, подчиненного 12-го, и взятии крепости Сен-Франсуа, не оказавшей сопротивления, завоевании Турне 24-го, Куртре 18 июля, Ауденарде 31-го.
В 1668 году служил во Фландрской армии маршала Тюренна. 2 мая был заключен мир и 26-го полк Лоржа был свернут в вольную роту.
Генерал-лейтенант армий короля (15.04.1672), проделал кампанию в Голландии в войсках маршала Тюренна, содействовал осадам и взятию Орсуа 3 июня, Римберга 6-го, Реса 8-го, Арнема 15-го, Скенка 19-го, Нимвегена 22-го, Граве 27 июля, острова Боммел и Залтбоммела 12 октября.
3 апреля 1673 назначен в войска Месье в Нидерландах, служил при осаде Маастрихта, взятого королем 29 июня, 6 августа получил командование в Римберге. В 1674 году служил в Германской армии своего дяди Тюренна, участвовал в победе над герцогом Лотарингским и графом Капрарой при Зинцхайме 16 июня, битве при Энтцхайме 4 октября, бою под Мюльхаузеном 29 декабря.
Сражался при Туркхайме 5 января 1675. После гибели Тюренна 27 июля войска оказались в плачевном состоянии, недостаток снабжения принудил их снять лагерь и в ночь с 29 на 30 июля двинулись к Бушену, затем к Рейну и 1 августа под командованием Лоржа подошли к Альтенхайму, где собирались переправиться. Монтекукколи атаковал французов в одиннадцать часов утра, сражение продолжалось четыре часа, обе стороны потеряли по две тысячи человек, после чего закрепились на позициях и продолжили артиллерийскую перестрелку. Французы захватили четыре орудия и следующей ночью граф де Лорж беспрепятственно переправился на другой берег.
21 февраля 1676 был произведен в маршалы Франции и 10 марта назначен одним из командующих армии короля в Нидерландах. 25 марта командовал левым крылом при атаке окрестностей Конде и овладел ими с боем. Губернатор сдал город на следующий день. 22 июня король дал Лоржу третью гвардейскую роту (позднее рота Люксембурга), вакантную после смерти маршала Рошфора.
Один из командующих Фландрской армии под началом короля и Месье (25.02.1677), участвовал в осаде Валансьена, одной из сильнейших нидерландских крепостей, взятой 17 марта, а также во взятии Камбре 5 апреля.
В 1678 году участвовал в осаде Гента, сдавшегося королю 9 марта, и Ипра, капитулировавшего 25-го. 28 апреля был назначен командующим Фландрской армией. Кампания закончилась подписанием Нимвегенского мира 11 августа.
В кампанию 1684 года участвовал в осаде Люксембурга, сдавшегося королю 4 июня.
В марте 1685 был послан в Англию с поздравлениями Якову II по случаю восшествия на престол. Вернулся во Францию в апреле.
31 декабря 1688 был пожалован в рыцари орденов короля.
1 января 1689 был назначен командующим в Гиени с губернаторскими почестями на период малолетства графа Тулузского, ставшего губернатором провинции. 12 февраля стал командующим войсками Гиени, Пуату, Сентонжа, Они, Ангумуа, Беарна, графства Фуа, но 28 сентября был отозван, получив назначение командующим армией между Маасом и Эльзасом.
Командующий Германской армией под началом Монсеньора (19.04.1690), ограничивался наблюдением над противником.
Жалованной грамотой, данной в марте 1691 в Версале, графство Кентен было возведено в ранг герцогства в пользу маршала Лоржа. Пожалование было зарегистрировано парламентом 12 октября.
27 апреля 1691 Лорж стал главнокомандующим Германской армией, державшейся в ходе кампании того года в обороне. 30 апреля 1692 подтвержден в должности. Разграбил вражескую территорию за Рейном до трех лье от Майнца, чтобы лишить имперцев средств снабжения; в июле разбил часть неприятельской армии под Эппенхеймом, в августе изгнал имперцев из Дуденховена. 2 сентября уничтожил под Бестхаймом двоих полковников, двоих подполковников, пятисот человек и большое число каввлерии. 26-го овладел Пфорцхаймом, взяв в плен командующего, 12 офицеров и пятьсот солдат гарнизона. 27-го выступил против герцога Вюртембергского, имевшего 6 000 конницы и пятьсот гусар, обратил неприятеля в бегство, преследовал его до Вайхингена, где было 200 человек гарнизона и три тысячи горожан или крестьян. Имперцы оставили город и замок, бросив сто тысяч ливров, предназначенных для выплаты жалования, повозки, мулов, столовую посуду и личную казну герцога Вюртембергского, которого самого взяли в плен. Противник потерял девятьсот человек убитыми, четыреста пленными, две тысячи лошадей, девять штандартов, две пары цимбал и две пушки.
Шестьсот человек, звщищавших Кетлинген, оставили его, и город был захвачен французами, так же как и Невенбург. Продвигаясь на выручку осажденному Эбернбургу, Лорж в октября прибыл во Флонхайм, в трех лье от расположения противника, который немедленно снял осаду.
27 апреля 1693 Лорж был назначен командовать Германской армией совместно с маршалом Шуазёлем. Самостоятельно осадив Гейдельберг, он 21 мая взял город с боем; замок сдался 23-го. Затем он атаковал Вингемберг, который был взят в течение ночи после трех штурмов. Город был разграблен и сожжен, так же как и Эппенхайм. Маршал срыл Венхайм, в июле захватил Дармштадт, на который наложил контрибуцию. 23 июля у Мелингена герцог де Лорж соединился с армией Монсеньора. После серии манёвров войска встали на зимние квартиры.
В 1693 году был пожалован в рыцари ордена Святого Людовика при учреждении этой награды, а в следующем году стал губернатором Лотарингии.
С 28 апреля 1694 командовал вместе с маршалом Жуайёзом. 25 июня в бою под Витштоком они убили пятьдесят человек, взяли в плен четыреста, захватили несколько штандартов и много лошадей.
С 20 апреля 1695 снова командовал Германской армией вместе с Жуайёзом, но с правом действовать по своему усмотрению. Вскоре маршал получил приказ не рисковать, что вынудило его оставаться в лагере, не предпринимая активных действий. Заболев в августе, он восстановился в начале сентября и 4-го вновь принял командование, усилив гарнизон Фор-Луи пятьюстаии пехотинцами и двумя с половиной сотнями драгун, после чего распустил войска на зимние квартиры и оставил военную службу.
Умер в результате операции по камнесечению. Останки были погребены в обители дочерей Святой Марии в Шайо, а сердце в монастыре бенедиктинок в Конфлане под Парижем.

## Семья
Жена (контракт 19.03.1676): Женевьева Фремон (1659—6.09.1727), дочь Никола Фремона, сеньора д’Онёя, Данденвиля и Доминуа, главного судебного распорядителя Франции, секретаря совета, хранителя королевской сокровищницы, и Женевьевы Дамон
Дети:
- Женевьева-Франсуаза (1678—21.01.1743), мадемуазель де Лорж. Муж (8.04.1695): Луи де Рувруа (1675—1755), герцог де Сен-Симон
- Женевьева-Мари (1680—1740), мадемуазель де Кентен. Муж (21.05.1695): Антонен Номпар де Комон (1633—1723), герцог де Лозён
- Ги-Никола (20.02.1683—3.03.1758), герцог де Кентен-Лорж. Жена 1) (14.12.1702): Женевьева Шамийяр (1685—31.05.1714), дочь Мишеля Шамийяра, министра и государственного секретара, и Элизабет-Терезы де Ребур; 2) (12.12.1720): Мари-Анн-Антуанетта де Мем (15.05.1696—23.03.1757), придворная дама герцогини Орлеанской, дочь Жана-Антуана де Мема, графа д’Аво, первого президента Парижского парламента, и Мари-Терезы Фейдо де Бру
- Элизабет-Габриель (ок. 1685—12.1727), монахиня в Конфлане, аббатиса в Андеси
- Клод-Сюзанна-Тереза (ок. 1686—1745), монахиня в Конфлане, аббатиса Сент-Амана в Руане (1721)